# Republička nogometna liga Bosne i Hercegovine 1954./55.
"Republička nogometna liga Bosne i Hercegovine" je predstavljala ligu trećeg stupnja nogometnog prvenstva Jugoslavije u sezoni 1954./55. 
 
Sudjelovalo je 10 klubova, a prvak je bila "Sloboda" iz Tuzle. 
 
Nako ove sezone, "Republička liga BiH" je rasformirana, te je obnovljena tek za sezonu 1973./74. 

## Ljestvica
| mj. | klub                     | ut. | pob. | ner. | por. | gol+ | gol- | bod |
| --- | ------------------------ | --- | ---- | ---- | ---- | ---- | ---- | --- |
| 1.  | Sloboda Tuzla            | 18  | 11   | 2    | 5    | 36   | 22   | 24  |
| 2.  | Bosna Visoko             | 18  | 9    | 4    | 5    | 28   | 29   | 22  |
| 3.  | Borac Banja Luka         | 18  | 7    | 6    | 5    | 36   | 23   | 20  |
| 4.  | Bratstvo Travnik         | 18  | 8    | 3    | 7    | 37   | 33   | 19  |
| 5.  | Bosna Sarajevo           | 18  | 8    | 3    | 7    | 31   | 29   | 19  |
| 6.  | Leotar Trebinje          | 18  | 8    | 2    | 8    | 27   | 32   | 18  |
| 7.  | Kozara Bosanska Gradiška | 18  | 6    | 5    | 7    | 32   | 40   | 17  |
| 8.  | Tekstilac Derventa       | 18  | 7    | 2    | 9    | 32   | 31   | 16  |
| 9.  | Rudar Kakanj             | 18  | 3    | 7    | 8    | 29   | 40   | 13  |
| 10. | Lokomotiva Mostar        | 18  | 5    | 2    | 11   | 35   | 44   | 12  |

## Rezultatska križaljka
| kratica | klub                     | BOR | BOSS | BOSV | BRA | KOZ | LEO | LOK | RUD | SLO | TEK |
| --- | ------------------------ | --- | ---- | ---- | --- | --- | --- | --- | --- | --- | --- |
| BOR | Borac Banja Luka         |     |      |      |     | 0:0 |     |     |     |     |     |
| BOSS | Bosna Sarajevo           |     |      |      |     | 4:1 |     |     |     |     |     |
| BOSV | Bosna Visoko             |     |      |      |     | 1:0 |     |     |     |     |     |
| BRA | Bratstvo Travnik         |     |      |      |     | 5:1 |     |     |     |     |     |
| KOZ | Kozara Bosanska Gradiška | 2:2 | 2:1  | 5:1  | 2:1 |     | 4:1 | 2:4 | 2:2 | 2:1 | 2:1 |
| LEO | Leotar Trebinje          |     |      |      |     | 3:2 |     |     |     |     |     |
| LOK | Lokomotiva Mostar        |     |      |      |     | 3:3 |     |     |     |     |     |
| RUD | Rudar Kakanj             |     |      |      |     | 3:0 |     |     |     |     |     |
| SLO | Sloboda Tuzla            |     |      |      |     | 2:2 |     |     |     |     |     |
| TEK | Tekstilac Derventa       |     |      |      |     | 5:0 |     |     |     |     |     |
| |                          |     |      |      |     |     |     |     |     |     |     |
| podebljan rezultat - utakmice od 1. do 9. kola (1. utakmica između klubova) rezultat normalne debljine - utakmice od 10. do 18. kola (2. utakmica između klubova) rezultat nakošen - nije vidljiv redoslijed odigravanja međusobnih utakmica iz dostupnih izvora rezultat nakošen i smanjen * - iz dostupnih izvora nije uočljiv domaćin susreta prekrižen rezultat - poništena ili brisana utakmica p - utakmica prekinuta 3:0 p.f. / 0:3 p.f. - rezultat 3:0 bez borbe |                          |     |      |      |     |     |     |     |     |     |     |

 Izvori: 

## Unutrašnje poveznice
- Hrvatsko-slovenska liga 1954./55.